# Danh sách cầu thủ tham dự Cúp bóng đá Caribe 2008

## Bảng I

### Antigua và Barbuda
Huấn luyện viên:
| Số | Vt | Cầu thủ            | Ngày sinh (tuổi) | Số trận | Câu lạc bộ |
| -- | -- | ------------------ | ---------------- | ------- | ---------- |
|    |    | Molvin James       |                  |         |            |
|    |    | George Dublin      |                  |         |            |
|    |    | Kyle Matthews      |                  |         |            |
|    |    | Roy Gregory        |                  |         |            |
|    |    | Garfield Gonsalves |                  |         |            |
|    |    | Ranja Christian    |                  |         |            |
|    |    | Winston Roberts    |                  |         |            |
|    |    | Teran Williams     |                  |         |            |
|    |    | Gayson Gregory     |                  |         |            |
|    |    | Jamie Thomas       |                  |         |            |
|    |    | Peter Byers        |                  |         |            |
|    |    | Kevin Roberts      |                  |         |            |
|    |    | Quentin Clarke     |                  |         |            |
|    |    | Ken Pennyfeather   |                  |         |            |
|    |    | Keita DeCastro     |                  |         |            |
|    |    | Kerry Skepple      |                  |         |            |
|    |    | Randolph Burton    |                  |         |            |
|    |    | Tash Harris        |                  |         |            |

### Cuba
Huấn luyện viên:
| Số | Vt | Cầu thủ             | Ngày sinh (tuổi) | Số trận | Câu lạc bộ |
| -- | -- | ------------------- | ---------------- | ------- | ---------- |
|    | TM | Odelin Molina       |                  |         |            |
|    |    | Silvio Minoso       |                  |         |            |
|    |    | Yenier Marquez      |                  |         |            |
|    |    | Kanier Dranguet     |                  |         |            |
|    |    | Alain Cervantes     |                  |         |            |
|    |    | Jaime Colome        |                  |         |            |
|    |    | Reysander Fernandez |                  |         |            |
|    |    | Leonel Duarte       |                  |         |            |
|    |    | Roberto Linares     |                  |         |            |
|    |    | Hensy Munoz         |                  |         |            |
|    |    | Araini Urqelles     |                  |         |            |
|    |    | Ariel Martínez      |                  |         |            |
|    |    | Luis Villegas       |                  |         |            |
|    |    | Jorge Luis Clavelo  |                  |         |            |
|    |    | Lazaro Alonso       |                  |         |            |
|    |    | Mario Ruiz          |                  |         |            |
|    |    | Yoel Colome         |                  |         |            |

### Guadeloupe
Huấn luyện viên:

### Haiti
Huấn luyện viên:  Luis Armelio García
| Số | Vt | Cầu thủ              | Ngày sinh (tuổi)           | Số trận | Câu lạc bộ   |
| -- | -- | -------------------- | -------------------------- | ------- | ------------ |
|    |    | Yves-Marie Clervin   |                            |         |              |
|    |    | Peter Germain        |                            |         |              |
|    |    | Mackorel Sampeur     |                            |         |              |
|    |    | Ricardo Pierre-Louis |                            |         |              |
|    |    | Sony Norde           | 27 tháng 7, 1989 (19 tuổi) |         | Boca Juniors |
|    |    | Alexandre Boucicaut  |                            |         |              |
|    |    | Frantz Gilles        |                            |         |              |
|    |    | Pierre Richard Bruny |                            |         |              |
|    |    | Raymond Ednerson     |                            |         |              |
|    |    | James Marcelin       |                            |         |              |
|    |    | Mechack Jérôme       |                            |         |              |
|    |    | Leonel Saint-Preux   |                            |         |              |
|    |    | Watson Coriolan      |                            |         |              |
|    |    | Éliphène Cadet       |                            |         |              |
|    |    | Ismael Gregory       |                            |         |              |
|    |    | Giuliano Philippe    |                            |         |              |
|    |    | Wings Pierre-Louis   |                            |         |              |
|    |    | Alain Vubert         |                            |         |              |

## Bảng J

### Barbados
Huấn luyện viên: Thomas Jordan
| Số | Vt | Cầu thủ           | Ngày sinh (tuổi) | Số trận | Câu lạc bộ |
| -- | -- | ----------------- | ---------------- | ------- | ---------- |
|    | TM | Alvin Rouse       |                  |         |            |
|    | TM | Adrian Chase      |                  |         |            |
|    |    | Rohan Hall        |                  |         |            |
|    |    | Angus Doyle       |                  |         |            |
|    |    | Andre Daniel      |                  |         |            |
|    |    | Dwayne McLean     |                  |         |            |
|    |    | Mario Harte       |                  |         |            |
|    |    | Donovan Lavine    |                  |         |            |
|    |    | Barry Skeete      |                  |         |            |
|    |    | Johnathan Straker |                  |         |            |
|    |    | Omar Archer       |                  |         |            |
|    |    | Brian Neblett     |                  |         |            |
|    |    | Riviere Williams  |                  |         |            |
|    |    | Norman Forde      |                  |         |            |
|    |    | Gregory Goodridge |                  |         |            |
|    |    | Jeffrey Williams  |                  |         |            |
|    |    | Rommell Burgess   |                  |         |            |
|    |    | John Parris       |                  |         |            |

### Grenada
Huấn luyện viên:

### Jamaica
Huấn luyện viên:

### Trinidad và Tobago
Huấn luyện viên:
Bản mẫu:Cúp bóng đá Caribe